# Micropsectra junci
Micropsectra junci е насекомо от разред Двукрили (Diptera), семейство Хирономидни (Chironomidae). Съществува ендемично във Швеция.